# Lizette Etsebeth
Lizette Etsebeth (née le 3 mai 1963) est une lanceuse de disque sud-africaine.

## Carrière
Lizette Etsebeth remporte la médaille d'or du lancer du disque aux Championnats d'Afrique de 1992  et aux Championnats d'Afrique de 1993. Aux Jeux du Commonwealth de 1987, elle obtient la médaille de bronze. 